# Phoebus Hitzerus Verbeek
Phoebus Hitzerus Verbeek (Amsterdam, 1827 – Den Haag, 14 juni 1894) was een in Suriname actief jurist en politicus.
Hij werd geboren als zoon van Albert Jan Verbeek en Ph.H. Themmen. Na zijn rechtenstudie in Leiden vertrok hij in 1856 naar Suriname waar hij als commies ging werken bij het parket van de procureur-generaal. Later was hij advocaat-generaal bij het Hof van Justitie.
Verder was hij ook actief in de politiek. Vanaf 1871 was hij enkele jaren een door de gouverneur benoemd lid van de Koloniale Staten (van de 13 Statenleden waren er 9 gekozen en de overige 4 waren door de gouverneur benoemd). Begin 1875 bedankte hij als benoemd Statenlid en later dat jaar werd hij bij tussentijdse verkiezingen verkozen tot lid van de Koloniale Staten. Hij zou tot 1880 die functie blijven vervullen.
Rond 1880 keerde hij terug naar Nederland. Hij was daar nog enige tijd bij het Ministerie van Koloniën in de rang van referendaris chef van Oost- en West-Indische Zaken.
Verbeek overleed in 1894 op 67-jarige leeftijd